# Heunghae-eup
Heunghae-eup (koreanska: 흥해읍) är en köping i den östra delen av Sydkorea, 270 km sydost om huvudstaden Seoul. Den ligger i stadsdistriktet Buk-gu i kommunen Pohang i provinsen Norra Gyeongsang.
I södra delen av Heunghae-eup ligger Pohangs järnvägsstation, invigd 2015, som är slutstation för KTX (Korea Train Express) från Seoul. 